# ДОТ № 301 (КиУР)

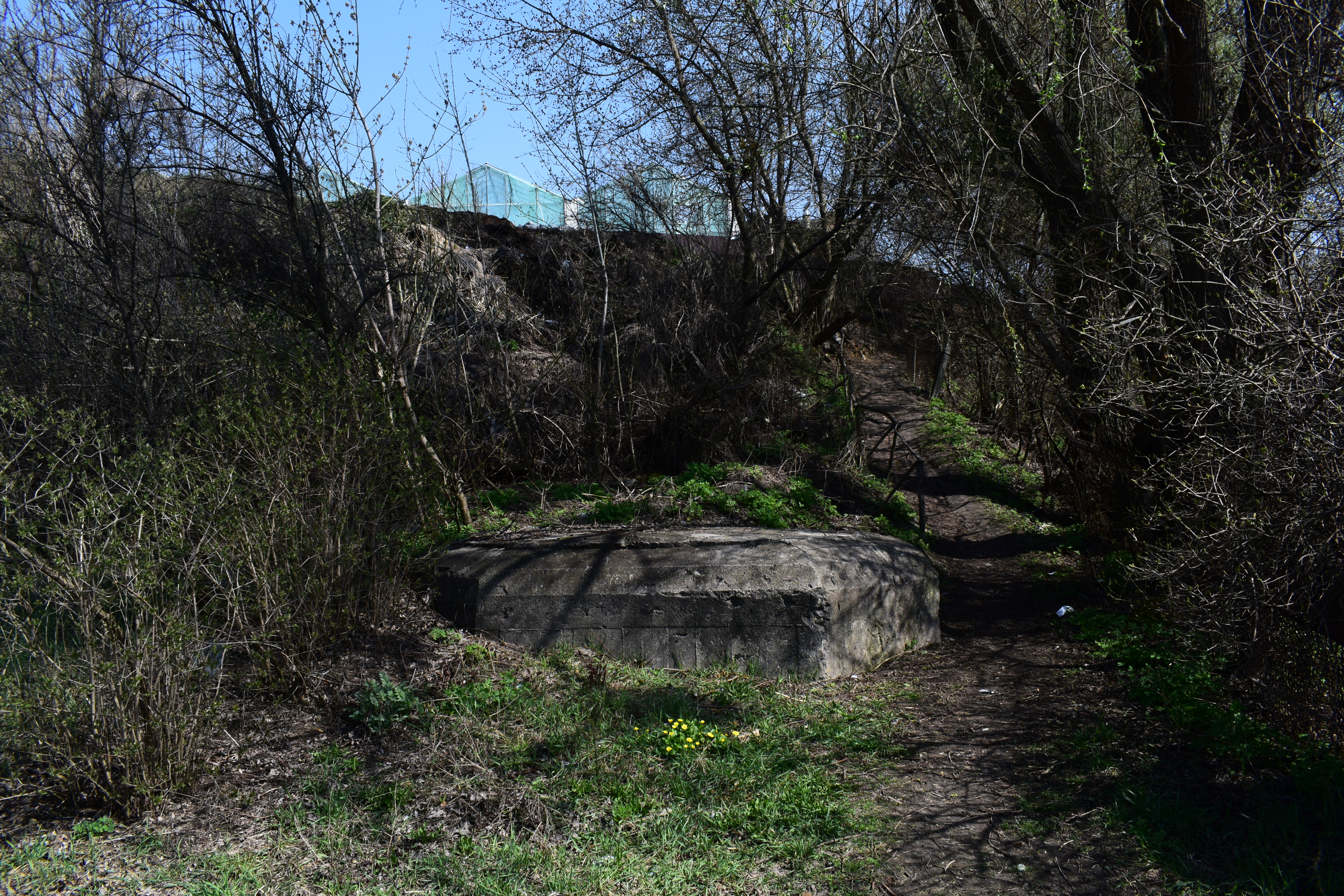
ДОТ № 301. Вид с фронта.

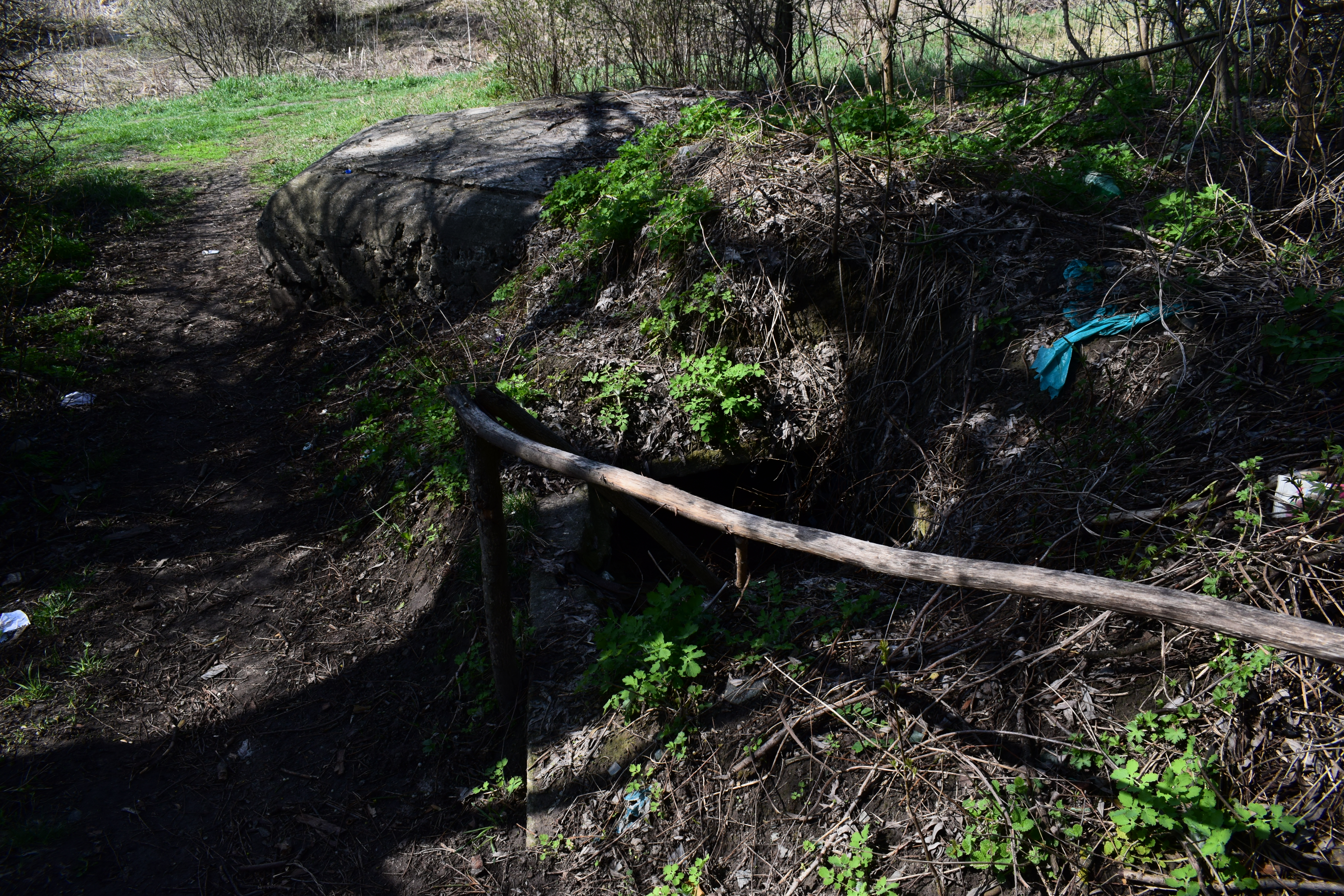
ДОТ № 301. Вид с тыла.

ДОТ № 301 — долговременная огневая точка, входила в состав перой линии обороны Киевского укреплённого района.

## История строительства
ДОТ № 301 имеет один этаж и один небольшой каземат на 1 пулеметную  амбразуру для  станкового пулемета на станке СТАД. Пулеметный станок в 2007 году  передан в музей. Это сооружение типа «МС», то есть это одноамбразурний ДОТ с небольшой устойчивостью к артиллерийскому обстрелу. Он могла выдержать 1 прямое попаданий 122-мм гаубицы. Огневая точка построена в 1932 году. Противооткольная защита из металлической сетки. Входные двери дубовые, обитые металлом с задрайками. В ДОТе есть входная пристройка с горизонтальной крышкой, дополнительно прикрывающей входные двери. 

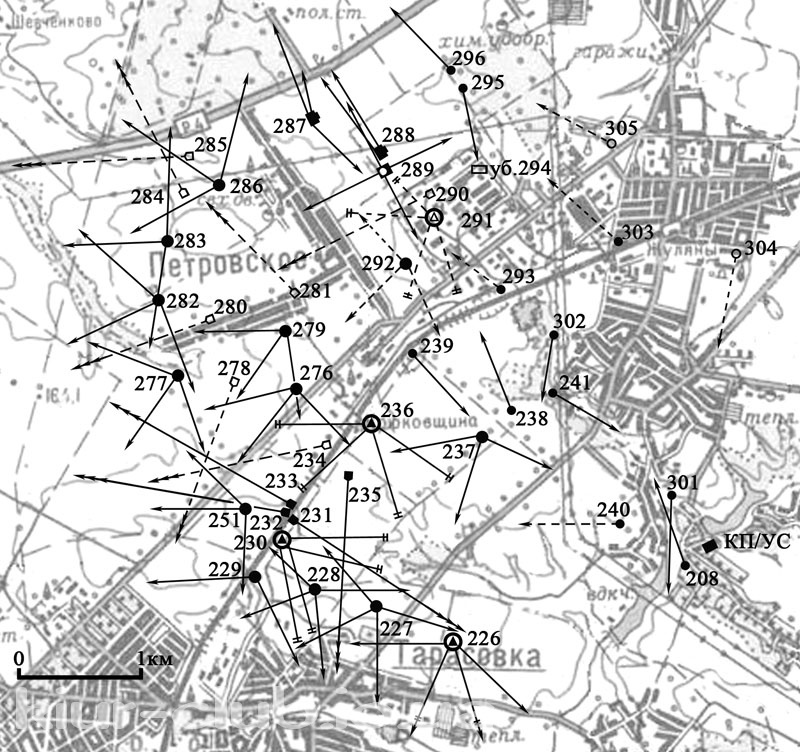
ДОТ № 301 в системе обороны 5-го БРО КиУР

Дот находится в тылу первой линии, простреливая балку, по которой протекает ручей - приток  Сиверки и вместе с дотом №208 простреливая саму Сиверку.

## Настоящее время
ДОТ № 301 находится на территории села Крюковщина, у тропы, ведущей с конца улицы Археологической через балку. Сильно засыпан землей, состояние видимой части хорошее. 